# El Pi Tallat
El Pi Tallat és una muntanya de 256 metres que es troba entre els municipis de Castellví de Rosanes i Sant Andreu de la Barca, a la comarca del Baix Llobregat.
El curiós nom sembla procedir del fet que antigament hi havia un pi amb les branques de la copa tallades per tal de fer-hi una plataforma des d'on observar i caçar més fàcilment.
Al seu cim hi ha permanentment un pessebre i una bústia amb llibre de piades instal·lats pel Centre Excursionista Pi Tallat, de Sant Andreu de la Barca